# 菱潟村
菱潟村（ひしがたむら）は、かつて新潟県中蒲原郡にあった村。1902年4月1日の新設合併によって消滅し、現在は新潟市南区の一部となっている。
以下の記述は合併直前当時の旧菱潟村に関しての記述であり、現在では名称等が異なる場合がある。なお、ここに記述されていない内容に関しては新潟市などの記事を参照。

## 沿革
- 1889年（明治22年）4月1日 - 町村制施行に伴い中蒲原郡菱潟村、菱潟新田、天王新田、牛崎村、庄瀬村分、上八枚村、次郎右衛門興野、十二道島村、蜘手興野、鋳物師興野が合併し、菱潟村が発足。
- 1902年（明治35年）4月1日 - 中蒲原郡庄瀬村、小吉村（一部）と合併し、庄瀬村を新設して消滅。

## 地域
菱潟村は、合併した村名を継承する以下の大字で構成される。
菱潟（ひしがた）

1889年（明治22年）まであった菱潟村の区域。現在の新潟市南区菱潟。
菱潟新田（ひしがたしんでん）

1889年（明治22年）まであった菱潟新田の区域。現在の新潟市南区菱潟新田。
天王新田（てんのうしんでん）

1889年（明治22年）まであった天王新田の区域。現在の新潟市南区天王新田。
牛崎（うしざき）
1889年（明治22年）まであった牛崎村の区域。現在の新潟市南区牛崎。
庄瀬村分（しょうぜむらわけ）

1889年（明治22年）まであった庄瀬村分の区域。現在の新潟市南区庄瀬村分。
上八枚（かみはちまい）

1889年（明治22年）まであった上八枚村の区域。現在の新潟市南区上八枚。
次郎右衛門興野（じろうえもんこうや）

1889年（明治22年）まであった次郎右衛門興野の区域。現在の新潟市南区次郎右衛門興野。
十二道島（じゅうにどうしま）

1889年（明治22年）まであった十二道島村の区域。現在の新潟市南区十二道島。
蜘手興野（くもでこうや）

1889年（明治22年）まであった蜘手興野の区域。現在の新潟市南区蜘手興野。
鋳物師興野（いもじごうや）
1889年（明治22年）まであった鋳物師興野の区域。現在の新潟市南区鋳物師興野。